# Cuspidata
Cuspidata es un género de polillas tortrícidas categorizado en la tribu Archipini, de la subfamilia Tortricinae. Fue descrito por Diakonoff en 1960.

## Especies
- Cuspidata anthracitis Diakonoff, 1960
- Cuspidata bidens Diakonoff, 1960
- Cuspidata castanea Diakonoff, 1960
- Cuspidata ditoma Diakonoff, 1960
- Cuspidata hypomelas Diakonoff, 1960
- Cuspidata leptozona Diakonoff, 1960
- Cuspidata micaria Diakonoff, 1973
- Cuspidata obscura Diakonoff, 1970
- Cuspidata oligosperma Diakonoff, 1960
- Cuspidata viettei Diakonoff, 1960